# Rio Ghilcoş (Hăghimaş)
O Rio Ghilcoş é um rio da Romênia, afluente do Hăghimaş, localizado no distrito de Harghita.